# Mormia egregia
Mormia egregia är en tvåvingeart som beskrevs av Quate 1967. Mormia egregia ingår i släktet Mormia och familjen fjärilsmyggor. Inga underarter finns listade i Catalogue of Life.